# Puccinellia tianschanica
Puccinellia tianschanica är en gräsart som först beskrevs av Nikolai Nikolaievich Tzvelev, och fick sitt nu gällande namn av Sergei Sergeevich Ikonnikov. Puccinellia tianschanica ingår i släktet saltgrässläktet, och familjen gräs. Inga underarter finns listade i Catalogue of Life.